# Синельников, Борис Михайлович
Бори́с Миха́йлович Сине́льников (род. 1945, Николаев) — российский учёный, химик. C 1987 года возглавлял Ставропольский политехнический институт, с 1994 — Ставропольский государственный технический университет, с 1999 года — Северо-Кавказский государственный технический университет, с февраля по март 2012 — Северо-Кавказский федеральный университет.

## Биография
В 1970 году с отличием окончил Московский химико-технологический институт имени Д. И. Менделеева, в 1973 — защитил кандидатскую, а в 1985 году — докторскую диссертацию. В 1986 году ему присвоено звание профессора. В 1994 году Б. М. Синельников стал действительным членом Академии технологических наук РФ.
Крупный учёный в области химии твердого тела и оптоэлектроники. Научная деятельность связана с развитием нового научного направления химии — процессов, протекающих в неорганических люминофорах, работающих в сильных постоянных электрических полях. Впервые в отечественной науке им была разработана и внедрена в производство промышленная технология изготовления матричных электролюминисцентных панелей и других типов оптоэлектронных изделий.
Опубликовал свыше 300 работ в отечественных и иностранных научных журналах, в том числе: 3 монографии; учебные пособия; имеет 15 авторских свидетельств и патентов на изобретения.
Ведет активную учебно-методическую работу. Много лет руководит кафедрой «Нанотехнологии и технологии материалов электронной техники», читает курс лекций по «физической химии кристаллов с дефектами», является членом учебно-методического объединения (УМО) по микроэлектронике, принимает постоянное участие в работе УМО по информатике и управлению. Автор трудов по педагогике высшей школы, организатор и руководитель международных и всероссийских научных конференций.
Является председателем двух диссертационных советов по специальностям «Физическая химия» и «Теплофизика и молекулярная физика».
Помимо ректорской работы также заведует в Северо-Кавказском государственном техническом университете кафедрой нанотехнологии и технологии материалов электронной техники.

## Награды
- Орден «За заслуги перед Отечеством» IV степени (2005)[4] — за выдающийся вклад в развитие отечественной науки и подготовку высококвалифицированных кадров;
- Орден Почёта (1999)[5] — за заслуги перед государством, многолетний добросовестный труд и большой вклад в укрепление дружбы и сотрудничества между народами;
- Заслуженный деятель науки Российской Федерации (28 октября 1994)[6] — за заслуги в научной деятельности.